# Wydział Mechatroniki i Lotnictwa Wojskowej Akademii Technicznej im. Jarosława Dąbrowskiego
Wydział Mechatroniki i Lotnictwa Wojskowej Akademii Technicznej im. Jarosława Dąbrowskiego – podstawowa jednostka organizacyjna Wojskowej Akademii Technicznej im. Jarosława Dąbrowskiego, powstała w 1961 i nosząca obecną nazwę od 2020. Uprawniona do prowadzenia studiów pierwszego, drugiego i trzeciego stopnia, nadawania stopni naukowych doktora i doktora habilitowanego oraz występowania z wnioskiem o nadanie tytułu naukowego profesora.

## Historia
W związku z przeprowadzaną w latach 50. XX w. modernizacją Sił Zbrojnych, głównie z wprowadzeniem w tym okresie techniki rakietowej, w 1961 działalność naukowo-badawczą i dydaktyczną rozpoczął Oddział Uzbrojenia Rakietowego WAT, który w 1968 został przekształcony w Wydział Elektromechaniczny Uzbrojenia Rakietowego.
Gdy jednostka przejęła kształcenie w zakresie uzbrojenia klasycznego, w 1971 zmieniono jej nazwę na Wydział Elektromechaniczny. W listopadzie 1994 przekształcono go w Wydział Uzbrojenia i Lotnictwa, zmieniając jednocześnie strukturę instytutową w strukturę instytutowo-katedralną. W 2003 jednostka przyjęła nazwę Wydział Mechatroniki, a w 2012 – Wydział Mechatroniki i Lotnictwa. W 2017 Komitet Ewaluacji Jednostek Naukowych, po przeprowadzeniu oceny jakości działalności naukowej lub badawczo-rozwojowej jednostek naukowych, przyznał Wydziałowi Mechatroniki i Lotnictwa kategorię B.

## Władze
Władze wydziału w kadencji 2016–2020:
- dziekan: dr hab. inż. Stanisław Kachel, prof. WAT
- zastępca dziekana: płk dr inż. Przemysław Kupidura
- prodziekan ds. naukowych: dr hab. inż. Zbigniew Leciejewski, prof. WAT
- prodziekan ds. studenckich: dr inż. Zdzisław Rochala, prof. WAT

## Kierunki studiów i uprawnienia do nadawania stopni naukowych
Na Wydziale Mechatroniki i Lotnictwa prowadzone są studia stacjonarne i niestacjonarne pierwszego i drugiego stopnia na trzech kierunkach:
- inżynieria bezpieczeństwa
- lotnictwo i kosmonautyka
- mechatronika

Rada Wydziału Mechatroniki i Lotnictwa posiada uprawnienia do nadawania następujących stopni naukowych:
- doktora nauk technicznych w zakresie budowy i eksploatacji maszyn
- doktora nauk technicznych w zakresie mechaniki
- doktora habilitowanego nauk technicznych w zakresie mechaniki

## Struktura organizacyjna
Wydział Mechatroniki i Lotnictwa tworzą dwa instytuty i jedna katedra:
- Instytut Techniki Lotniczej (dyrektor: prof. dr hab. inż. Aleksander Olejnik)
- Instytut Techniki Uzbrojenia (dyrektor: dr hab. inż. Ryszard Woźniak, prof. WAT)
- Katedra Mechatroniki (kierownik: dr hab. inż. Leszek Baranowski, prof. WAT)